# Alcanó
Alcanó è un comune spagnolo di 256 abitanti situato nella comunità autonoma della Catalogna.